# 阿拉斯加州共和党
阿拉斯加州共和党，或作阿拉斯加共和党，是共和党在阿拉斯加州的附属政党，其总部位于安克雷奇。
共和党在阿拉斯加州占据了主导地位，因为该党控制了阿拉斯加州的两个联邦参议院席位、阿拉斯加州参议院的多数席位以及州长职位。此外在总统选举中，阿拉斯加州也一直倾向于支持共和党提名人，而上一次赢得阿拉斯加州的民主党总统候选人是林登·约翰逊（1964年）。

## 历史

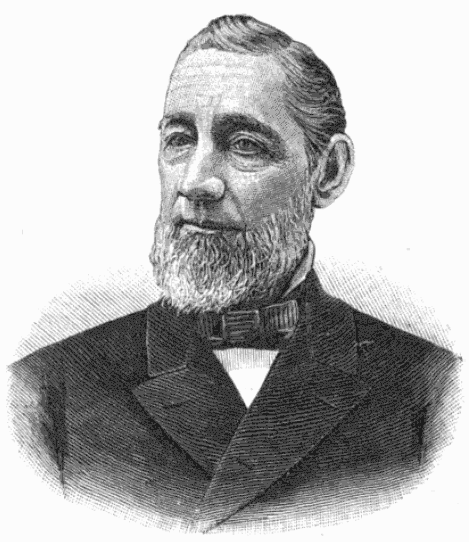
约翰·亨利·金基德为阿拉斯加特区第一任总督

阿拉斯加共和党最早起源于阿拉斯加地区第一任总督。当时阿拉斯加特区的建立意味着阿拉斯加成立了第一个文官政府，总统有权对总督进行任免。时任美国总统切斯特·艾伦·阿瑟任命共和党人约翰·亨利·金基德为阿拉斯加特区第一任总督，可以视为阿拉斯加地区共和党组织的形成。而阿拉斯加共和党作为一个政党的成立可以追溯到1913年阿拉斯加领地立法机关的设立。
当共和党籍联邦参议员莉萨·穆尔科斯基就2021年美国国会大厦遭冲击事件投票支持弹劾特朗普之后，阿拉斯加州共和党对她非常不满，要求她辞职，甚至还在2022年阿拉斯加州聯邦參議員選舉共和党初选中支持其对手凯利·齐巴卡，但是未能成功。